# 尼爾帕馬里沙達爾烏帕齊拉
尼爾帕馬里沙達爾乌帕齐拉是孟加拉国尼爾帕馬里縣的一个乌帕齐拉，位於朗布爾专区的尼爾帕馬里縣。。

## 人口
據1991年孟加拉國人口普查，尼爾帕馬里沙達爾共有戶數58,266戶，人口306051人。其中男性佔比51.23%，女性佔比48.77%；成年人口150,237人。該地7歲以上人口之平均識字率為23.2%。